# Валенсия, Хадер
Хадер Андрес Валенсия Мена (исп. Jader Andrés Valencia Mena; род. 15 ноября 1999 года, Синселехо, Колумбия) — колумбийский футболист, нападающий клуба «Мильонариос».

## Клубная карьера
Валенсия начал профессиональную карьеру в клубе «Богота». 14 сентября 2014 года в матче против «Леонес Ураба» он дебютировал в колумбийской Примере B, в возрасте 14 лет и 9 месяцев. 14 мая 2016 года в поединке против «Университарио Попаян» Хадер забил свой первый гол за «Боготу». Летом 2017 года Валенсия перешёл в «Мильонариос». 18 августа в матче против «Хагуарес де Кордоба» он дебютировал в Кубке Мустанга. В своём дебютном сезоне Хадер стал чемпионом Колумбии.

## Достижения
Командные
 «Мильонариос»
- Чемпионат Колумбии по футболу — Финалисасьон 2017